# مارسيل أرتيليزا
مارسيل أرتيليزا (بالفرنسية: Marcel Artelesa)‏ (مواليد 2 يوليو 1938) هو لاعب كرة قدم. يلعب مع منتخب فرنسا لكرة القدم. سبق له أن لعب في كأس العالم لكرة القدم مع منتخب بلاده.

## روابط خارجية
- مارسيل أرتيليزا على موقع الاتحاد الدولي (مؤرشف)  (الإنجليزية)
- مارسيل أرتيليزا على موقع قاعدة بيانات كرة القدم.إي يو (الإنجليزية)
- مارسيل أرتيليزا على موقع ليكيب (الفرنسية)
- مارسيل أرتيليزا على موقع ناشيونال فوتبول تيمز (الإنجليزية)
- مارسيل أرتيليزا على موقع أوليمبيديا (الإنجليزية)